# Federico Sforza

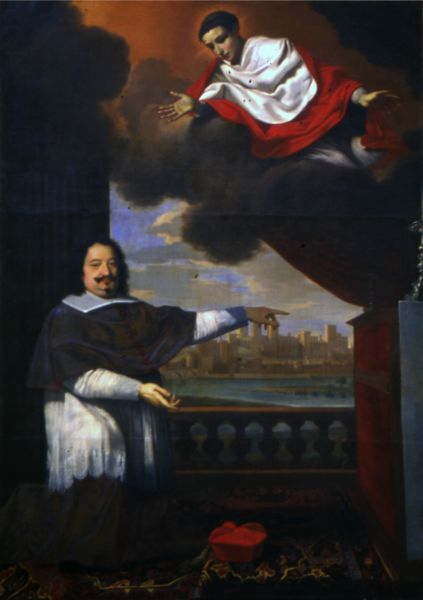
Der Vize-Legat Federico Sforza zeigt auf die Stadt Avignon, die vom seligen Peter von Luxemburg behütet wird. (Gemälde von Nicolas Mignard, 1641, Öl auf Leinwand)

Federico Sforza (* 20. Januar 1603 in Rom; † 24. Mai 1676 ebenda) war ein italienischer Kardinal und Bischof.

## Leben

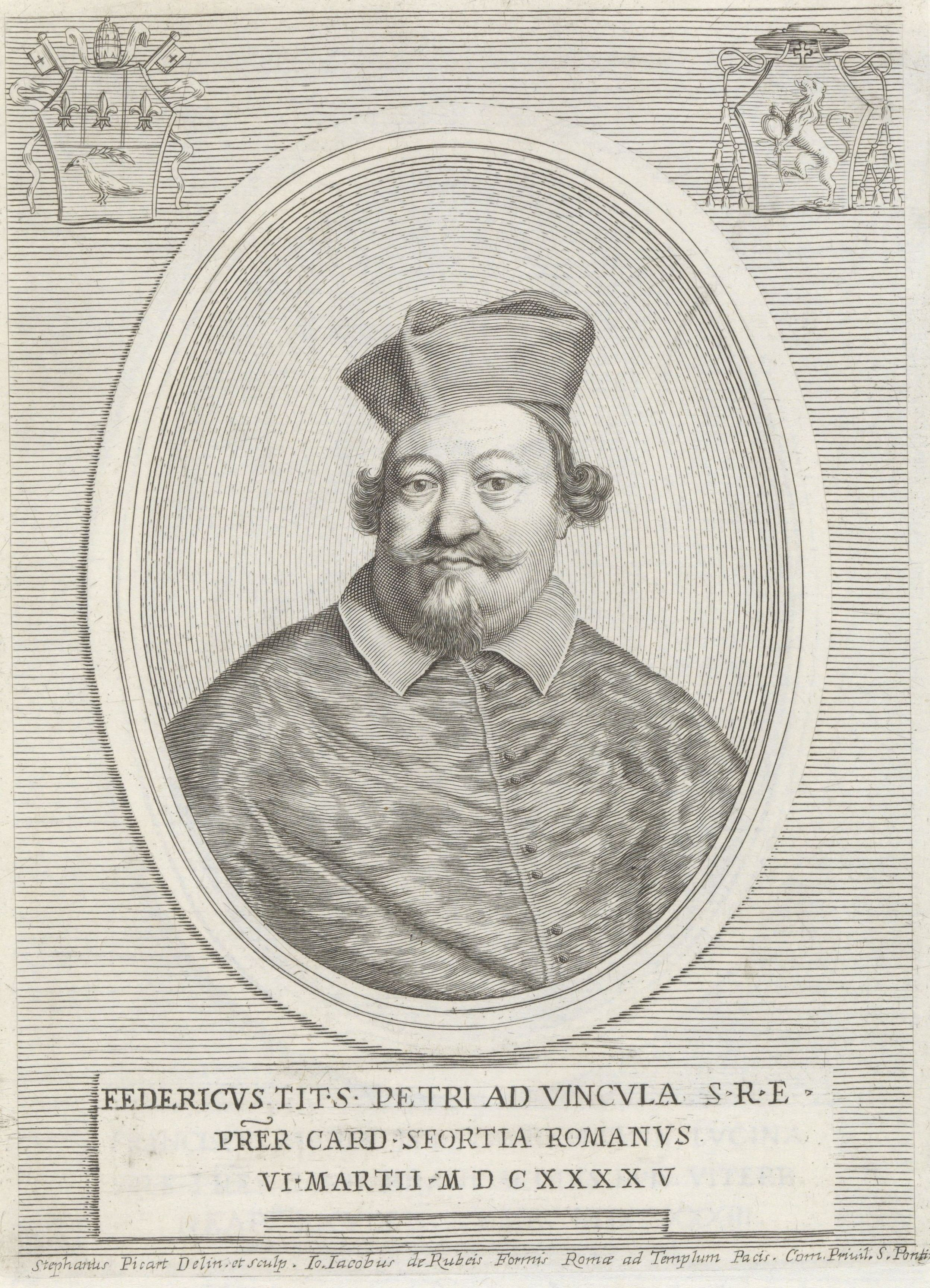
Federico Kardinal Sforza (Gravurdruck von Etienne Picart, 1658)

Er stammte aus der Linie der Herzöge von Segni, einem Ast der mächtigen und weitverzweigten Adelsfamilie der Sforza. Seine Eltern waren Alessandro Sforza, 7. Graf von Santa Fiora, Herzog von Segni und Fürst von Valmontone, und dessen Ehefrau Eleonora Orsini. Federico Sforza war ein Großneffe der Kardinäle Guido Ascanio Sforza di Santa Fiora und Alessandro Sforza, sein Cousin war der Kardinal Alessandro Orsini, und er war verwandt mit Kardinal Francesco Sforza. Er führte den Titel eines Fürsten von Valmontone. Am 11. November 1623 trat er als Apostolischer Protonotar in den Dienst der Kurie. Er war 1625 Gouverneur von Terni und vom August 1625 bis zum Januar 1626 Gouverneur von Cesena. Von 1637 bis 1645 war er Vize-Legat in Avignon.
Papst Innozenz X. kreierte ihn im Konsistorium vom 6. März 1645 zum Kardinal. Als Kardinaldiakon erhielt er den roten Hut und die Titeldiakonie Santi Vito e Modesto am 10. Juli 1645. Vom 27. September 1645 bis zum 12. Juli 1653 war er Pro-Camerlengo. Zudem war er ab 1650 Titular-Archimandrit von San Salvatore in Messina.
Am 19. November 1646 wurde Federico Sforza zum Bischof von Rimini ernannt. Die Bischofsweihe spendete ihm am 30. Dezember desselben Jahres in der römischen Kirche Il Gesù Kardinal Pier Luigi Carafa; Mitkonsekratoren waren Alessandro Vittrici, Bischof von Alatri, und Ranuzio Scotti, Bischof von Borgo San Donnino. Federico Sforza nahm am Konklave 1655 teil, das Papst Alexander VII. wählte. Er optierte am 26. Juni 1656 zur Kardinalsklasse der Kardinalpriester und zur Titelkirche San Martino ai Monti. Im selben Jahr verzichtete er auf den Bischofssitz von Rimini. Vom 13. Januar 1659 bis zum 12. Januar 1660 war er Kämmerer des Heiligen Kardinalskollegiums. Am 21. April 1659 optierte er zur Titelkirche Sant’Anastasia und am 21. November 1661 zu San Pietro in Vincoli. Federico Sforza war Teilnehmer am Konklave 1667, das in die Wahl von Clemens IX. mündete. Ferner war er unter den Kardinälen, die das Konklave 1669–1670 bildeten, aus dem Clemens X. als Papst hervorging. Am 28. Januar 1675 wurde Federico Sforza auf den Bischofssitz von Tivoli transferiert.
Kardinal Sforza starb in Rom und wurde am 26. Mai 1676 in der Familienkapelle der Sforza in der Basilika Santa Maria Maggiore beigesetzt.